# Ẩm thực Nepal

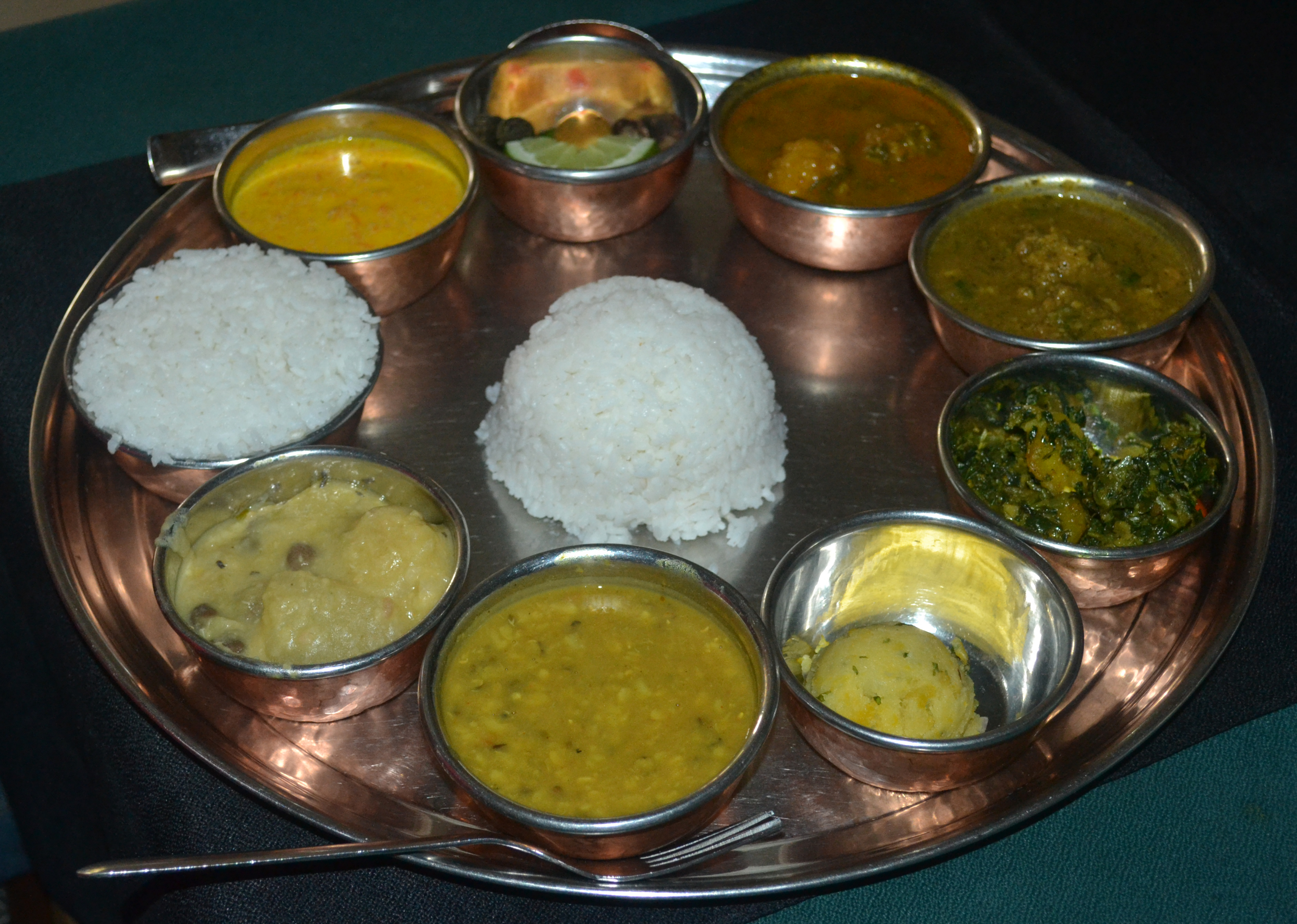
Dal-bhat-tarkari của Nepal

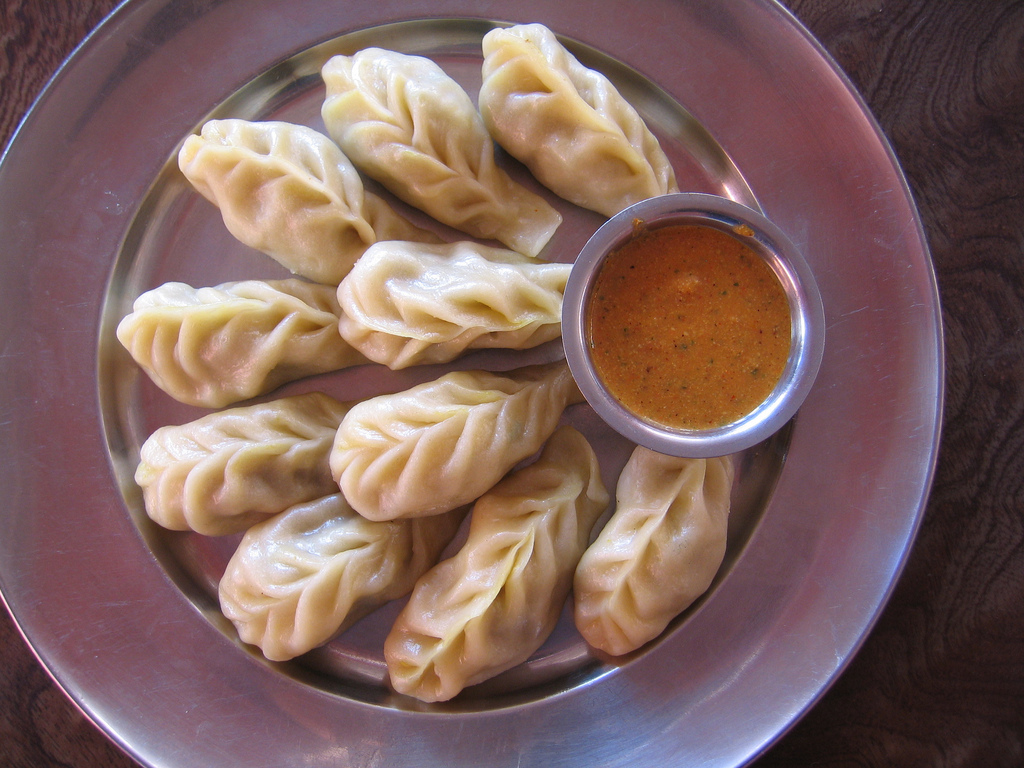
Một đĩa Momo của Nepal

Ẩm thực Nepal bao gồm nhiều loại thức ăn dựa trên sắc tộc, đất đai và khí hậu của Nepal liên quan đến sự đa dạng văn hoá và địa lý của Nepal.
Dal-bhat-tarkari (tiếng Nepal: दाल भात तरकारी) được ăn khắp mọi nơi ở Nepal. "Dal" là một món canh được làm từ đậu lăng và gia vị, được phục vụ trên các ngũ cốc luộc, "bhat" - thường là gạo, nhưng đôi khi là một loại cà ri rau khác, "tarkari". Các loại gia vị thường là những lượng nhỏ có nhiều gia vị:"mức Nam Á" (achaar, अचार) có thể tươi hoặc lên men. Sự đa dạng của những món này làm ngạc nhiên, vì con số nó lên tới hàng ngàn. Những thứ ăn kèm có thể là một lát chanh "Nibuwa" hoặc chanh Thái ("kagati") với ớt xanh tươi ( hariyo khursani ). Dhindo (ढिंडो) là một thực phẩm truyền thống của Nepal.
Phần lớn các món ăn là sự đa dạng về các chủ đề châu Á. Các loại thực phẩm khác có lai ẩm thực Tây Tạng, ẩm thực Ấn Độ và ẩm thực Thái Lan. Momo - bánh bao kiểu Tây Tạng với các loại gia vị Nepal - là một trong những loại thực phẩm phổ biến nhất ở Nepal. Trước đây, chúng có nhân thịt trâu, bây giờ thịt dê hoặc thịt gà cũng được dùng, cũng như các chế phẩm ăn chay. Các loại thực phẩm đặc biệt như sel roti và patre được ăn trong các lễ hội như Tiara.
Chow mein là một ăn được yêu thích của Nepal trong thời hiện đại dựa trên kiểu pha xào mì Trung Quốc.

## Ẩm thực các vùng

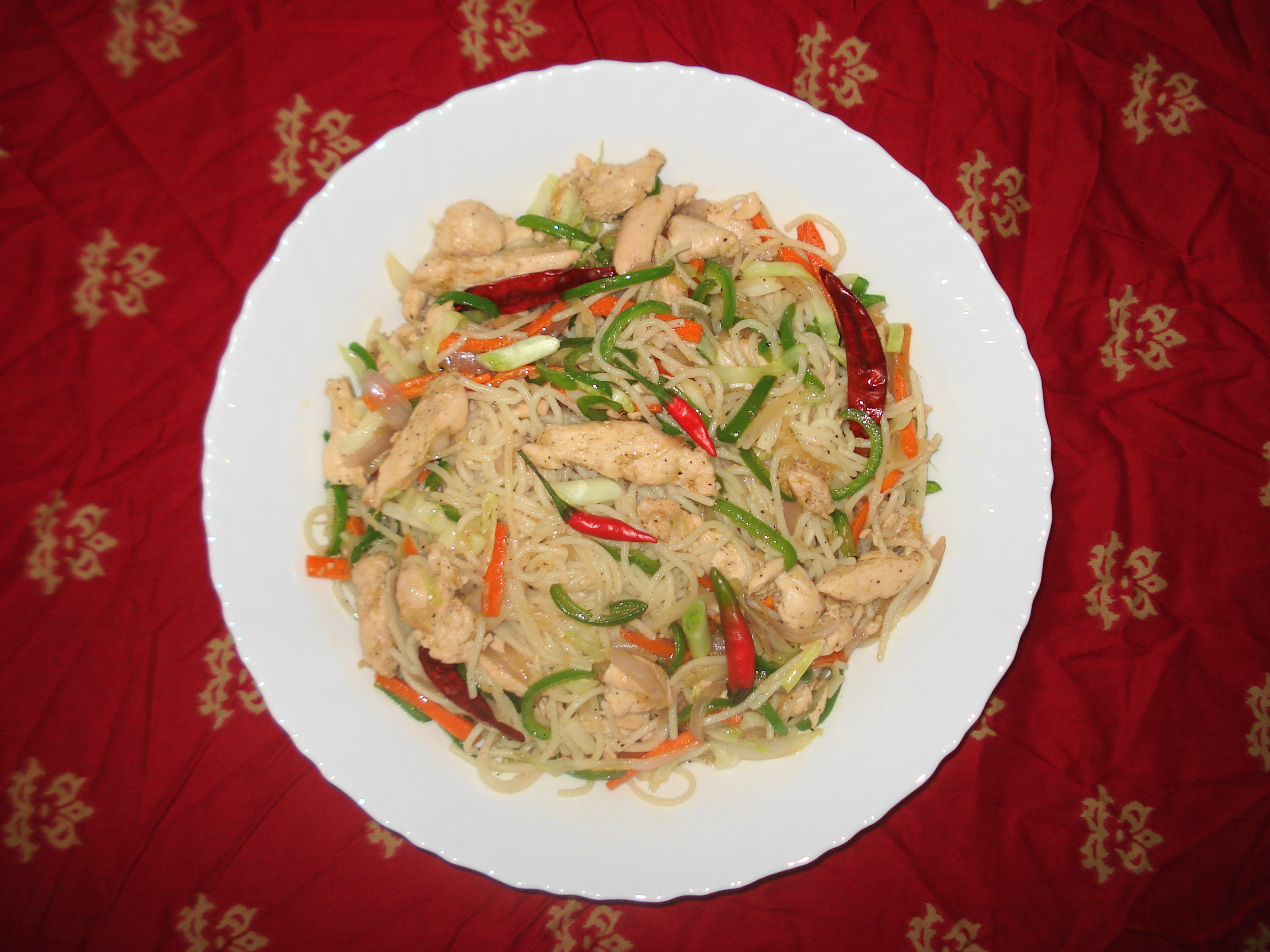
chow mein gà cay kiểu Nepal

### Ẩm thực Khas and Pahadi
Dal-bhat-tarkari là bữa ăn tiêu chuẩn được ăn hai lần mỗi ngày. Tuy nhiên, với đất phù hợp với ruộng lúa nước thiếu, các loại ngũ cốc khác được bổ sung hoặc thậm chí chiếm ưu thế. Lúa mì trở nên bánh không men phẳng ( roti  hoặc  chapati ). Bắp (makai), Mạch ba góc ( fapar ), lúa mạch ('jau' '), hoặc kê (' 'kodo' ') trở thành cháo - như (' 'dhido' 'hoặc' 'ato' ').  Tarkari  có thể là rau bina và rau xanh tươi ( sag ), lên men và lên men khô ( gundruk   )  hoặc 'sinki' củ cải trắng ( căn ), khoai es ( alu ), đậu xanh ( simi ), cà chua (golbeda), ( kauliflower , 'kauli' '), bắp cải (' 'bandakopi' '), bí ngô (' 'farsi' '), v.v...
Trái cây truyền thống trồng ở vùng đồi bao gồm quýt ("suntala"), chanh Thái ("kagati"), chanh (nibuwa), lê châu Á ( nashpati ), và Myrica ( kaphal ). xoài ( aap ) lớn lên đến độ cao 800 mét.
Sữa chua ( Dahi ) và cà ri thịt ( masu ) hoặc cá ( machha ) được phục vụ như món ăn phụ khi có. thịt gà ( kukhura ) và cá thường được tất cả mọi người chấp nhận, trừ Khas Brahmin ('[Bahun']), những người ăn chay. Người theo đạo Hindu không bao giờ ăn thịt bò (gaiko masu). Họ cũng tránh né thịt trâu và yak vì quá giống thịt bò. Trong khi đó, thịt heo thường được ăn bởi người aadibasi, tuy nhiên heo rừng (bangur ko masu) thường bị săn bắt và ăn bởi người magar. Một giống có nguồn gốc từ lợn rừng hiện nay được nuôi trong điều kiện nuôi nhốt và việc dùng thịt này đang ngày càng phổ biến với dân tộc Pahari và đẳng cấp màtheo truyền thống không ăn thịt lợn.